# Jules Joffrin
Pour les articles homonymes, voir Joffrin et Jules Joffrin (homonymie).
Jules Joffrin, né le 16 mars 1846 à Vendeuvre-sur-Barse (Aube) et mort le 15 septembre 1890 à Paris, est un ouvrier mécanicien, militant socialiste sous le Second Empire puis membre de la Commune de Paris. Sous la Troisième République, il devient homme politique et l'un des chefs de file des socialistes possibilistes dirigés par Paul Brousse.

## Biographie

### Du Second Empire à la Commune
Ouvrier mécanicien, Joffrin s’est lancé de bonne heure dans la politique, et, vers la fin du Second Empire, il était connu comme socialiste militant. Au cours de la guerre de 1870, il se bat dans les rangs des mobiles de la Seine. Ami de l'avocat Eugène Protot, qui dirige le ministère de la Justice, il prit part, comme combattant à la guerre de 1870 et soutient la Commune de Paris. Après la semaine sanglante, au cours de laquelle il a défendu, avec quelques amis, la mairie du 18e arrondissement, le fusil à la main, il fuit en Angleterre, où il partage l’exil des communards pendant onze années.

### De retour en France
Revenu en France, après l’amnistie des communards, il adhère au  Parti ouvrier socialiste, opposé au Parti ouvrier français dirigé par Jules Guesde. Candidat malheureux aux élections législatives de 1881 à Saint-Denis et à Montmartre, le quartier des Grandes-Carrières l’envoie siéger, le 7 mai 1882, au conseil municipal de Paris. Réélu par Clignancourt en 1886 et 1887, il sera vice-président de l’assemblée en 1888 et 1889.

### Relations avec le boulangisme
Chef du parti possibiliste, au moment de l’aventure boulangiste, il entame, malgré les souffrances presque intolérables que lui causait le cancer à la bouche, auquel il devait succomber, une lutte énergique contre le boulangisme. En 1888, en réaction à ce mouvement populiste, il crée, avec Georges Clemenceau et Arthur Ranc, la Société des droits de l'homme et du citoyen contre le césarisme et le plébiscite du général Boulanger :

« À ces diverses manifestations de l'indignation républicaine provoquée par les débuts du boulangisme, il fallait une conclusion pratique. De tous côtés, on le comprit. D'abord, la jeunesse républicaine s'organisa en Ligue antiplébiscitaire, à laquelle firent aussitôt adhésion tous les républicains du Parlement et de la presse. Une autre Société se fonda bientôt, au milieu d'un profond mouvement d'enthousiasme, entre les nuances les plus diverses et jusqu'alors les plus divisées de l'opinion républicaines. Sur l'appel de MM. Clemenceau, Joffrin et Ranc, la Société des Droits de l'Homme et du Citoyen s'organisait. »

— Prosper-Olivier Lissagaray, Le Bilan de Boulanger, p. 15.
Violemment critiqué par l’extrême-gauche ralliée aux boulangistes, par la voix de son journal L’Intransigeant d’Henri Rochefort, qui, ne voient en Boulanger qu’une occasion de déstabiliser le régime pour prendre le pouvoir, estimant que la position antiboulangisme est une trahison du socialisme, ainsi que par la France, il leur intente un procès pour diffamation, et obtient gain de cause devant les tribunaux.
Candidat face au général Boulanger, dans la deuxième circonscription du 18e arrondissement de Paris, lors des élections de 1889, le général obtient deux mille voix de plus, mais voit son élection invalidée par suite de son inéligibilité comme condamné par contumace. Malgré les vives contestations qui se sont élevées contre son élection, Joffrin a fini par être admis à la Chambre, après maintes palabres et une discussion enflammée.
Une fois à la Chambre, Joffrin continue d’être la cible privilégiée des nationalistes. Les boulangistes le poursuivront de leur haine, et son intervention dans une interpellation relative aux secours accordés par le conseil municipal aux grévistes de Cours-la-Ville, en janvier 1890, a donné lieu à des scènes de tumulte telles qu’il a fallu expulser de la salle des séances Paul Déroulède, Lucien Millevoye et Georges Laguerre. 

### Mort et enterrement

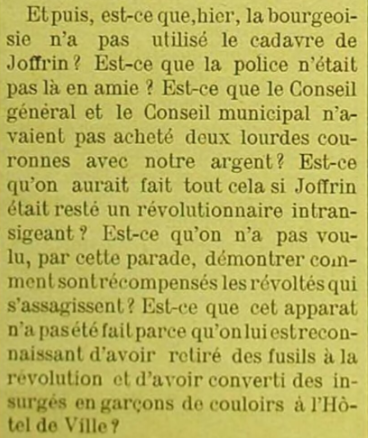
Extrait de l'article Concession perpétuelle pour un fumier' où Pierre Martinet critique l'enterrement de Jules Joffrin (21 septembre 1890).

Joffrin repousse ces attaques, mais le cancer de la bouche qui le minait l’emporte prématurément, peu de temps après. Ses funérailles ont été l’occasion d’une grande manifestation, et son cercueil a été suivi par plus de cinquante porteurs de drapeaux rouges, qui ont été déployés sur sa tombe, au cimetière du Père-Lachaise. 
Cet enterrement est très critiqué par Pierre Martinet, fondateur de l'anarchisme individualiste, dans son article Concession perpétuelle pour un fumier. Celui-ci y soutient que les socialistes auraient trahi le peuple en soutenant l'État et le capitalisme, ce qui serait visible, selon lui, dans le fait que la police aurait protégé le cortège funéraire de Joffrin, alors qu'un vrai révolutionnaire n'aurait jamais été protégé par la police.

## Postérité
La place Jules-Joffrin, dans le 18e arrondissement de Paris a été nommée en son honneur, ainsi que la station de métro de la ligne 12 située à proximité de la place éponyme.